# 20254 Упиці
20254 Упиці (20254 Úpice) — астероїд головного поясу, відкритий 21 березня 1998 року.
Тіссеранів параметр щодо Юпітера — 3,445.
Названо на честь містечка Упіце в Чехії.